# Glücksburg
Glücksburg (tiếng Đan Mạch: Lyksborg) là một đô thị thuộc huyện Schleswig-Flensburg, bang Schleswig-Holstein, Đức.